# Paddy Pimblett
Patrick “Paddy” Pimblett (nascido em 3 de janeiro de 1995) é um lutador de MMA profissional inglês. Atualmente compete na categoria Peso Leve do Ultimate Fighting Championship (UFC). Profissional desde 2012, Pimblett é ex-campeão Peso Pena do Cage Warriors . Em 30 de julho de 2024, ele estava em 15º lugar no ranking dos leves do UFC. Ainda não está no Top 15 Peso-por-Peso do UFC.

## Início da vida
Paddy Pimblett nasceu em 3 de janeiro de 1995 e cresceu em Huyton, Merseyside. Ele frequentou a escola de ensino fundamental St. Margaret Mary e o ensino médio na Escola Católica Cardinal Heenan. Influenciado pela luta entre Rich Franklin e Vitor Belfort no UFC 103, começou a treinar MMA aos 15 anos, ingressando na academia Next Generation MMA e decidindo se profissionalizar no esporte logo depois.

## Carreira no MMA

### Início de carreira
Pimblett fez sua estreia em 2012, aos 17 anos, acumulando um recorde de 3-0 antes de assinar com o Cage Warriors um ano depois. Em 2016, ele conquistou o campeonato peso pena do Cage Warriors, derrotando Johnny Frachey em Liverpool, defendeu seu cinturão uma vez contra Julian Erosa, vencendo uma decisão unânime polêmica. Em abril de 2017, Paddy perdeu para Nad Narimani e subiu para o Peso Leve. Após uma vitória, ele disputou o Cinturão dos Leves do Cage Warriors, perdendo por decisão unânime para Søren Bak. Após mais duas vitórias na organização, assinou contrato com o UFC. Pimblett já havia recusado dois acordos com o UFC, obtendo melhores ofertas financeiras do Cage Warriors.

### Carreira no UFC
Paddy Pimblett fez sua estreia contra Luigi Vendramini no dia 4 de setembro de 2021, no UFC Fight Night 191. Venceu a luta por nocaute no primeiro round. Essa luta lhe rendeu o bônus de Performance da Noite. Em outubro de 2021, assinou um contrato de patrocínio com a Barstool Sports no valor de mais de 1 milhão de dólares.
Em 19 de março de 2022, Pimblett enfrentou Rodrigo Vargas no UFC Fight Night 204. Ele venceu a luta por finalização no primeiro round. Com esta vitória, ele recebeu seu segundo prêmio consecutivo de Performance da Noite. Paddy revelaria mais tarde que ganhou 12 mil dólares para lutar e mais 12 mil pela vitória.
Enfrentou Jordan Leavitt em 23 de julho de 2022 no UFC Fight Night: Blaydes vs Aspinall. Ele venceu a luta por finalização com um mata-leão no segundo round. Esta vitória lhe rendeu o prêmio de Performance da Noite.
Pimblett enfrentou Jared Gordon em 10 de dezembro de 2022 no UFC 282. Ele venceu a luta por decisão unânime. A decisão gerou polêmica, já que muitos meios de comunicação, lutadores e fãs concordaram que Gordon havia vencido a luta. 23 das 24 fontes da mídia marcaram a luta a favor de Gordon.
Paddy lutou com Tony Ferguson em 16 de dezembro de 2023 no UFC 296. Venceu a luta por decisão unânime.
Enfrentou Bobby "King" Green em 27 de julho de 2024 no UFC 304. Ele venceu a luta com uma finalização com triângulo no primeiro round. Essa luta lhe rendeu o bônus de Performance da Noite, que normalmente seria de 100 mil dólares, mas Dana White dobrou-a para 200 mil.

## Vida pessoal
Paddy se casou com sua namorada, Laura Gregory, em 28 de maio de 2023, no Castelo de Peckforton, em Cheshire. Em novembro do mesmo ano, o casal anunciou que estavam esperando gêmeos.
É amigo próximo da colega lutadora de MMA Molly McCann.
Pimblett se descreve como socialista e oponente do Partido Conservador Inglês.
Ele é torcedor do clube de futebol Liverpool e manifestou o desejo de lutar no estádio do time, Anfield.
Pimblett disse que seu cabelo bagunçado e a falta de tatuagens permitem que as crianças se identifiquem com ele de uma forma que não seria possível para elas se ele fosse "um cara grande e durão com muitas tatuagens".
Em dezembro de 2022, lançou a The Baddy Foundation, uma instituição de caridade com o objetivo de melhorar a saúde mental dos homens e ajudar crianças que enfrentam insegurança alimentar.

## Campeonatos e conquistas
- Ultimate Fighting Championship
  - Performance da Noite (Quatro vezes) vs. Luigi Vendramini, Rodrigo Vargas, Jordan Leavitt e King Green [22][26][30][44]
- Cage Warriors Fighting Championship
  - Campeonato Peso Pena do CWFC (uma vez)
    - Uma defesa de título bem-sucedida
- Full Contact Contender
  - Campeonato Peso Pena da FCC. (uma vez)
    - Uma defesa de título bem-sucedida
- World MMA Awards
  - Lutador Revelação do Ano de 2022[50]

## Cartel no MMA
| Cartel no MMA   |             |            |
| 25 lutas        | 22 vitórias | 3 derrotas |
| Por nocaute     | 6           | 0          |
| Por finalização | 10          | 1          |
| Por decisão     | 6           | 2          |

| Res. | Cartel | Oponente          | Método                                 | Evento                                | Data                    | Round | Tempo | Local                             | Notas                                                    |
| ---- | ------ | ----------------- | -------------------------------------- | ------------------------------------- | ----------------------- | ----- | ----- | --------------------------------- | -------------------------------------------------------- |
| Win  | 22–3   | King Green        | Finalização Técnica (Triângulo)        | UFC 304                               | 27 de julho de 2024     | 1     | 3:22  | Manchester, Inglaterra            | Performance da Noite.                                    |
| Win  | 21–3   | Tony Ferguson     | Decisão (unânime)                      | UFC 296                               | 16 de dezembro de 2023  | 3     | 5:00  | Las Vegas, Nevada, Estados Unidos |                                                          |
| Win  | 20–3   | Jared Gordon      | Decisão (unânime)                      | UFC 282                               | 10 de dezembro de 2022  | 3     | 5:00  | Las Vegas, Nevada, Estados Unidos |                                                          |
| Win  | 19–3   | Jordan Leavitt    | Finalização (Mata-leão)                | UFC Fight Night: Blaydes vs. Aspinall | 23 de julho de 2022     | 2     | 2:46  | Londres, Inglaterra               | Performance da Noite.                                    |
| Win  | 18–3   | Rodrigo Vargas    | Finalização (Mata-leão)                | UFC Fight Night: Volkov vs. Aspinall  | 19 de março de 2022     | 1     | 3:50  | Londres, Inglaterra               | Performance da Noite.                                    |
| Win  | 17–3   | Luigi Vendramini  | KO (Socos)                             | UFC Fight Night: Brunson vs. Till     | 4 de setembro de 2021   | 1     | 4:25  | Las Vegas, Nevada, Estados Unidos | Performance da Noite.                                    |
| Win  | 16–3   | Davide Martinez   | Finalização (Mata-leão)                | Cage Warriors 122                     | 20 de março de 2021     | 1     | 1:37  | Londres, Inglaterra               |                                                          |
| Win  | 15–3   | Decky Dalton      | TKO (Socos)                            | Cage Warriors 113                     | 20 de março de 2020     | 1     | 2:51  | Manchester, Inglaterra            |                                                          |
| Loss | 14–3   | Søren Bak         | Decisão (unânime)                      | Cage Warriors 96                      | 1 de setembro de 2018   | 5     | 5:00  | Liverpool, Inglaterra             | Pelo Cinturão Vago dos Pesos Leves do Cage Warriors.     |
| Win  | 14–2   | Alexis Savvidis   | Finalização (Triângulo em Pé)          | Cage Warriors 90                      | 24 de fevereiro de 2018 | 2     | 0:53  | Liverpool, Inglaterra             | Estreia no Peso Leve.                                    |
| Loss | 13–2   | Nad Narimani      | Decisão (unânime)                      | Cage Warriors 82                      | 1 de abril de 2017      | 5     | 5:00  | Liverpool, Inglaterra             | Perdeu o Cinturão do Peso Pena do Cage Warriors.         |
| Win  | 13–1   | Julian Erosa      | Decisão (unânime)                      | Cage Warriors: Unplugged 1            | 12 de novembro de 2016  | 5     | 5:00  | Londres, Inglaterra               | Defendeu o Cinturão do Peso Pena do Cage Warriors.       |
| Win  | 12–1   | Johnny Frachey    | TKO (Socos)                            | Cage Warriors 78                      | 10 de setembro de 2016  | 1     | 1:35  | Liverpool, Inglaterra             | Ganhou o Cinturão dos Pesos Penas do Cage Warriors.      |
| Win  | 11–1   | Teddy Violet      | Finalização (Mata-leão)                | Cage Warriors 77                      | 8 de julho de 2016      | 2     | 2:28  | Londres, Inglaterra               | Peso Casado 69 Kg (152 lb).                              |
| Win  | 10–1   | Ashleigh Grimshaw | Decisão (unânime)                      | Cage Warriors 75                      | 15 de abril de 2016     | 3     | 5:00  | Londres, Inglaterra               |                                                          |
| Win  | 9–1    | Miguel Haro       | Finalização (Mata-leão)                | Full Contact Contender 13             | 20 de junho de 2015     | 1     | 4:46  | Manchester, Inglaterra            | Defendeu o Cinturão do Peso Pena do FCC.                 |
| Win  | 8–1    | Kevin Petshi      | Finalização (Mata-leão)                | Full Contact Contender 12             | 28 de março de 2015     | 2     | 1:56  | Manchester, Inglaterra            | Ganhou o Cinturão vago do Peso Pena do FCC.              |
| Win  | 7–1    | Stephen Martin    | TKO (interrupção médica)               | Cage Warriors 73                      | 1 de novembro de 2014   | 1     | 5:00  | Newcastle, Inglaterra             | Estreia no Peso Pena.                                    |
| Win  | 6–1    | Conrad Hayes      | Finalização (Triângulo)                | Cage Warriors 68                      | 3 de maio de 2014       | 1     | 3:17  | Liverpool, Inglaterra             | Peso Casado 64 Kg (141.7 lb); Pimblett não bateu o peso. |
| Win  | 5–1    | Martin Sheridan   | Decisão (unânime)                      | Cage Warriors 65                      | 1 de março de 2014      | 3     | 5:00  | Dublin, Irlanda                   | Peso casado 62 Kg (136.8 lb); Pimblett não bateu o peso. |
| Loss | 4–1    | Cameron Else      | Finalização (Estrangulamento Anaconda) | Cage Warriors 60                      | 5 de outubro de 2013    | 1     | 0:35  | London, Inglaterra                |                                                          |
| Win  | 4–0    | Florian Calin     | Decisão (unânime)                      | Cage Warriors 56                      | 6 de julho de 2013      | 3     | 5:00  | London, Inglaterra                |                                                          |
| Win  | 3–0    | Jack Drabble      | TKO (Socos)                            | OMMAC 17                              | 1 de junho de 2013      | 1     | 0:21  | London, Inglaterra                |                                                          |
| Win  | 2–0    | Dougie Scott      | Finalização (Triângulo em Pé)          | Cage Contender: Fight Stars           | 1 de dezembro de 2012   | 1     | 2:09  | Liverpool, Inglaterra             |                                                          |
| Win  | 1–0    | Nathan Thompson   | TKO (Socos)                            | OMMAC 15                              | 16 de outubro de 2012   | 1     | 1:51  | Liverpool, Inglaterra             | Estreia no Peso Galo.                                    |